# Tekellina minor
Tekellina minor là một loài nhện trong họ Theridiidae.
Loài này thuộc chi Tekellina. Tekellina minor được miêu tả năm 1993 bởi Marques & Buckup.